# Ассоциация музыкального бизнеса
Ассоциация музыкального бизнеса (Music Business Association/Music Biz) — некоммерческая торговая ассоциация, базирующаяся в Марлтоне, штат Нью-Джерси, которая стремится способствовать общему росту во всех областях глобального музыкального бизнеса, проводя ежегодные мероприятия, предлагая образовательные материалы и поощряя возможности взаимодействия для своих членов. В состав Music Biz входят крупные и независимые звукозаписывающие компании, розничные продавцы музыки, дистрибьюторы, стриминговые службы, фрилансеры, юристы и прочие лица, занимающиеся продажей музыки и сопутствующих товаров. Music Biz, представляющая более 90 процентов отрасли в целом, предоставляет возможности для сотрудничества между профессионалами из всех отраслевых подвидов, чтобы инвестировать в будущее всего музыкального бизнеса, а также удовлетворять индивидуальные потребности отдельных его сегментов. Прежнее название организации — Национальная ассоциация мерчандайзеров звукозаписи (National Association of Recording Merchandisers, NARM).

## Преимущества для участников
Члены Music Biz имеют доступ к ряду привилегий для премиум-участников, которые сгруппированы по трем основным направлениям Ассоциации: мероприятия, образование и участие.

### Мероприятия
Music Biz проводит ряд ежегодных мероприятий и вебинаров, при помощи которых информирует своих членов о последних событиях в музыкальном бизнесе и способствует созданиям дискуссий, которые определят будущее отрасли. План личных мероприятий Ассоциации включает Ежегодную конференцию Music Biz, ведущее мероприятие Ассоциации; Глобальный саммит музыкального бизнеса, организованный совместно с Music Ally, который ежегодно проходит между Нью-Йорком и Лондоном; и Конференция по законодательству в сфере развлечений и технологий, организуемая два раза в год как во время ежегодной конференции Music Biz, так и на отдельном форуме в Нью-Йорке.

### Образование
Music Biz предлагает образовательные ресурсы, чтобы помочь профессионалам отрасли принимать правильные решения на всех этапах бизнеса. Эти ресурсы включают в себя виртуальные веб-семинары, тщательно подобранные ежедневные новости и отраслевые аналитические ленты, а также отчеты о тенденциях, предоставляемые сетью исследовательских партнеров Ассоциации .
Ассоциация также поддерживает будущих профессионалов отрасли в рамках программы академического партнерства. Когда колледж или университет становится академическим партнером, все студенты и преподаватели программ музыкального бизнеса, технологий или развлечений получают доступ ко всем преимуществам участников Music Biz.
Студенты учебных заведений-партнеров, а также члены семей сотрудников компаний-членов также имеют право подать заявку на получение финансовой помощи через стипендиальный фонд Music Biz. С момента своего основания в 1966 году Фонд собрал более 9 миллионов долларов на покрытие расходов связанных с получением высшего образования будущих лидеров отрасли.

### Участие
Music Biz способствует и поощряет взаимодействие между всеми своими участниками, поэтому они могут развивать партнерские отношения, которые будут способствовать росту всего музыкального бизнеса. Это проявляется в доступном поисковом каталоге для облегчения контактов между участниками, в центре вакансий, где участники могут публиковать свободные вакансии в своей компании или, наоборот, найти новую рабочую должность, в разделе скидок, предлагающем предложения о мероприятиях и услугах, проводимых партнерами, и в ряде специальных возможностей для участников, чтобы продвигать свои продукты и услуги.

## Смена названия
Основанная в 1958 году как Национальная ассоциация мерчандайзеров звукозаписи (NARM), в октябре 2013 года ассоциация была переименована в Ассоциацию музыкального бизнеса, а также получила отдельный веб-сайт digitalmusic.org, где размещаются музыкальные онлайн-инициативы. По словам Джеймса Донио, тогдашнего президента Ассоциации, ребрендинг был сделан потому что «на коммерческой сторону бизнеса активно начали влиять большее число сегментов бизнеса, нежели ранее, поэтому название „Национальная ассоциация мерчандайзеров звукозаписи“ перестало отражать всех потенциальных лиц, которые могут участвовать в организации … впервые в истории организации буква „М“ означает музыку».

## Управление
Music Biz руководит совет директоров, состоящим из руководителей высшего звена компаний, охватывающих весь музыкальный бизнес, чтобы обеспечить удовлетворение потребностей всех подгрупп отрасли.
По состоянию на март 2020 года в совет директоров Music Biz входят:

### Члены исполнительного комитета
- Лорен Вирцер-Сивуд, UnitedMasters[англ.] — председатель
- Роза Асьолла, Spotify — заместитель председателя
- Стив Савока, Apple Music — секретарь
- Стивен Джадж, Schoolkids Records[англ.] — казначей

### Члены Правления
| - Ghazi, EMPIRE - Перри Башкофф, Instagram - Боб Брудерман, Kobalt Music Group - Камея Карлсон, mtheory Nashville - Кэрри Коллитон, День музыкального магазина - Стив Корбин, Warner Music Group - Гленн Дикер, Redeye Worldwide | - Дженнифер Фаулер, Sony Music Entertainment - Саймон Халлам, YouTube Music - Брюс Огилви, Alliance Entertainment/Super D - Луи Позен, Hopeless Records - Райан Редингтон, Amazon - Майк Риттберг, Big Machine Label Group - Шон Стивенсон, Entertainment One Music - Джефф Штольц, Universal Music Group |